# Internationell stil

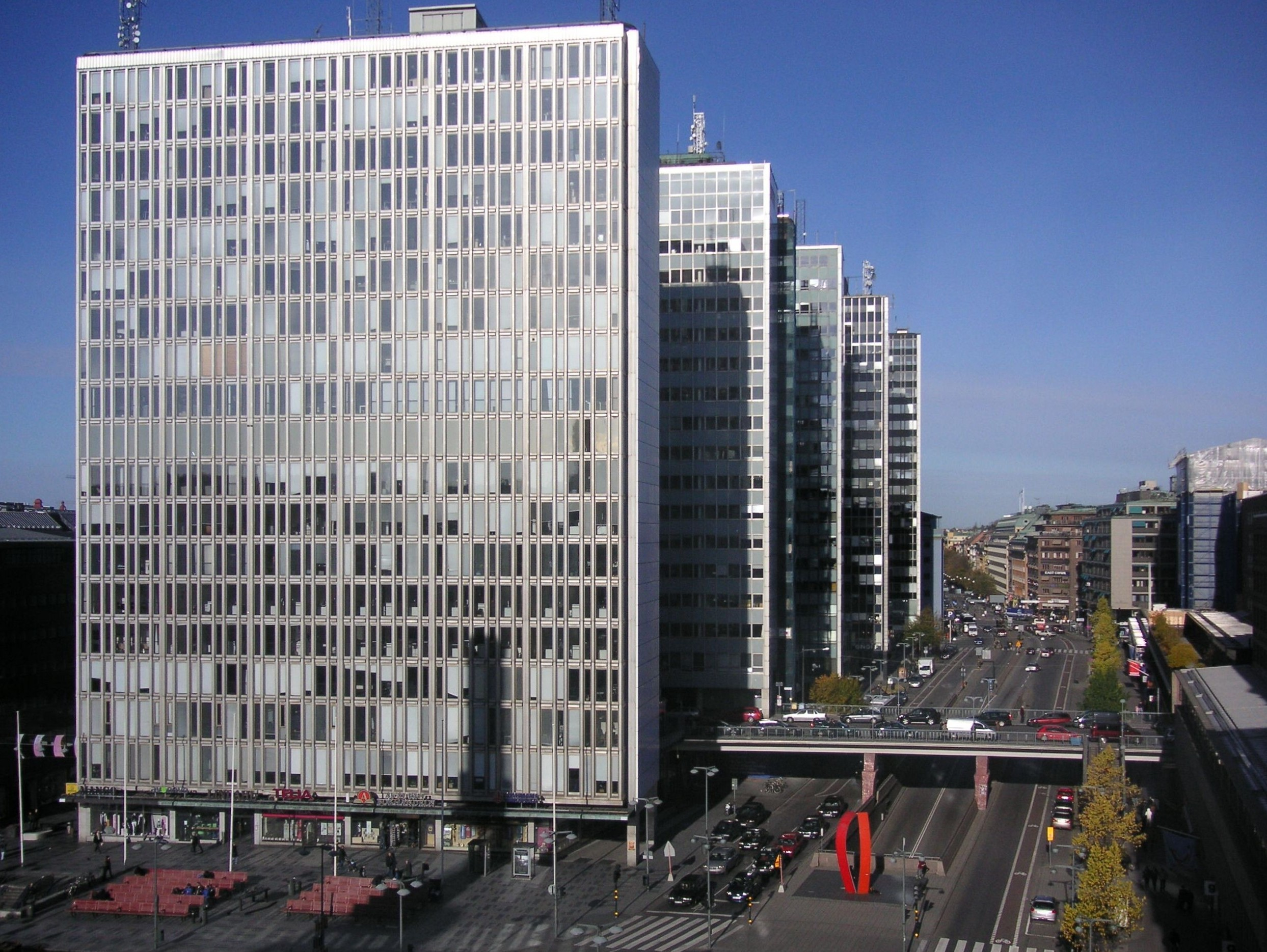
Hötorgsskraporna i Stockholm

Internationell stil (engelska: "International Style") är en arkitekturstil som, med föregångare under mellankrigstiden, dominerade arkitekturen internationellt från början av 1950-talet till mitten av 1970-talet.
Ursprungligen myntades termen inför den utställning som Philip Johnson arrangerade på Museum of Modern Art i New York 1932. Den utställningskatalog som Johnson skrev till utställningen tillsammans med Henry Russel Hitchcock fick just titeln International Style. I katalogen beskrevs byggnader från perioden 1922-1932 som inte bara utnyttjade vad som sas vara den moderna arkitekturens viktigaste strukturella och konstruktiva element – det inre ramverket av stål eller betong – utan som dessutom accentuerade denna bärande struktur genom att avlägsna bärande väggar och behandla hela byggnadsvolymen som mer eller mindre sammanvävda abstrakta volymer. Viktiga förebilder var Frank Lloyd Wright, Deutscher Werkbund, Bauhaus och De Stijl. Av ännu större betydelse blev Le Corbusiers Villa Savoye där väggarna tydligt redovisades som tunna membran genombrutna av horisontella fönsterband och hela husvolymen definierades av de (abstrakta) flöden som skulle strömma genom den.
Utställningskatalogen kom genom sin "strategiskt" valda titel, sin detaljerade analys och sitt stora inflytande att bli definierande för den stilriktning som följde och som kom att totalt dominera arkitekturen internationellt under flera decennier efter andra världskriget. Många av dess viktigaste företrädare flydde både Nazityskland och Stalins Sovjetunionen, (till exempel Mies van der Rohe) vilket gjorde att hela stilen, tillsammans med modernismen i allmänhet, kom att associeras med de liberala demokratierna i väst. På så vis fick stilen ett enastående genombrott efter kriget, på båda sidorna av Atlanten. Vid det läget hade emellertid stilen slutat att vara en diversifierad, experimentell rörelse utan konformerade till den i allmänhet formalistisk stil som kombinerade prefab-teknik med repetitiva fasadelement.
Le Corbusier fick i uppdrag att utveckla en ny typ av boende baserad på de nya idéerna – Unité d'habitation byggdes som en prototyp i Marseille 1946-1952 – och genomförde flera storskaliga projekt i Indien. I USA och övriga världen blev stilen normbildande och några av dess mest kända byggnader är FN:s högkvarter och Seagram Building i New York. Svenska exempel är Folksamhuset och Hötorgshusen.
Redan då International style slog igenom mötte den sina opponenter och inom kort hade en motrörelse tagit form: strukturalismen som blev en föregångare till postmodernismen.